# Rodrigão (futebolista)
Rodrigo Gomes dos Santos, mais conhecido como Rodrigão (Belmonte, 13 de outubro de 1993), é um futebolista brasileiro que atua como centroavante. Atualmente joga no Altos.

## Carreira

### Democrata-GV
Na adolescência, não passou pelas categorias de base porque tinha de trabalhar, sendo pintor, entregador de água e ajudante de pedreiro até os 19 anos na cidade onde nasceu.
Depois de se destacar na várzea, começou a carreira no Democrata-GV no final de 2013, após se destacar em um período de testes. Ele fez sua estreia pelo clube no ano seguinte, no Campeonato Mineiro Módulo II.

### Boa Esporte
Em março de 2015, assinou com o Boa Esporte.
Rodrigão fez sua estreia como profissional em 8 de maio de 2015, sendo titular em uma derrota por 1–0 para o Atlético Goianiense pela Série B do Brasileirão. Em 9 de junho, depois de contribuir com apenas cinco jogos, ele foi liberado pelo Boa.

### Campinense
Em 19 de junho de 2015, Rodrigão foi contratado pelo Campinense para disputar a Série D. Em 12 de julho, marcou dois gols em uma vitória em casa por 2–0 contra a Globo, e acrescentou um "hat-trick" na vitória por 3–1 contra o Coruripe em 16 de agosto.
Rodrigão começou a temporada 2016 marcando o gol da vitória em um 2–1 sobre o CSP pelo Campeonato Paraibano em 30 de janeiro. Ele também marcou mais dois hat-tricks no mês seguinte, contra o Esporte de Patos (7–1 em casa) e Imperatriz (3–0 fora). Foi artilheiro da Copa do Nordeste em 2016. Até hoje Rodrigão é muito querido e visto como ídolo no clube.

### Santos
Em 19 de março de 2016, Rodrigão assinou um pré-contrato com o Santos, porém apenas se apresentando no seu novo clube no dia 1º de junho. O atleta foi contratado para ser um reserva imediato do centroavante Ricardo Oliveira, que por sua idade avançada (36 anos) poderia não aguentar uma temporada completa. Durante seu período no clube alvinegro, chegou a liderar o Prêmio Artur Friedenreich (que premia o jogador que mais fez gols no Brasil no ano) e aumentar uma vantagem de gols que já era conquistada quando era atleta do Campinense. O jogador, porém, perdeu espaço na equipe após um ótimo começo (quatro gols em três jogos), viu seu rendimento cair e além de perder espaço na equipe para Joel e ser cotado pelo Santos para empréstimo ou uso de moeda de troca em uma eventual transação, ainda perdeu o prêmio Friendenreich para Robinho, do Atlético Mineiro.

### Bahia
Sem muitas oportunidades no Santos, foi emprestado ao Bahia para jogar o Campeonato Brasileiro 2017.
Depois de atos de indisciplina, Rodrigão saiu do Bahia e retornou ao Santos.

### Avai
Rodrigão, assina contrato de empréstimo de um ano pelo Avaí.
Atuou em 29 partidas e ajudou na campanha que resultou no acesso à primeira divisão.

### Coritiba
No dia 30 de janeiro de 2019, Rodrigão assinou com o Coritiba com vínculo de empréstimo até o fim do ano. Pelo Coxa, ele marcou 21 gols em 42 jogos.
Apesar dos bons números, chegou a brigar com colegas de elenco e foi dispensado antes do fim da Série B após declarações do então técnico Jorginho.

### Ceará
No dia 30 de dezembro de 2019, Rodrigão assinou com o Ceará com vínculo de empréstimo até o fim do ano.
Ao todo, Rodrigão disputou nove partidas com a camisa do Ceará, marcando apenas um gol.

### Retorno ao Avai
Em novembro de 2020, retornou ao Avai.

### Sport
Pelo Sport, fez 10 jogos e marcou 2 gols.

### Vitória
Chegou ao Vitória em junho de 2022. Pelo clube, fez 7 jogos e marcou um gol.

### FC Cascavel
Em janeiro de 2023, foi anunciado como reforço do FC Cascavel para o Campeonato Paranaense. No mesmo mês, teve uma lesão durante sessão de treinamentos e rompeu o tendão de aquiles.

### Madureira EC
Após mais de um ano parado, Rodrigão assinou com o Madureira para o campeonato carioca. Na sua estreia com a camisa do Madureira no primeiro jogo do Cariocão contra o Botafogo, Rodrigão chegou a acertar o travessão. Depois do tempo fora Rodrigão vinha sendo criticado por estar lento, pesado e sem ritmo e o treinador Daniel Neri colocou Rodrigão na reserva nos três primeiros jogos, com ele apenas entrando no segundo tempo em todos. Porém, na 4ª rodada, na sua estreia como titular, Rodrigão superou as dificuldades e marcou dois gols de cabeça contra o Volta Redonda na vitória do tricolor suburbano por 3 x 1 após quase um ano e meio sem balançar as redes por causa da lesão que o afastou dos gramados em 2023.Depois marcou contra o Boavista e saiu de campo muito aplaudido pela torcida do tricolor suburbano que cantava "Toca no Rodrigo que é gol". Mas Rodrigão sofreu uma lesão após a partida contra o Nova Iguaçu e só voltou a jogar por mais 2 minutos pelo Madureira entrando no clássico contra o Bangu e encerrando sua passagem pelo tricolor.

## Títulos
Campinense
- Campeonato Paraibano: 2016

Ceará
- Copa do Nordeste: 2020

### Prêmios individuais
- Seleção da Copa do Nordeste: 2016[32]
- Seleção do Campeonato Paraibano: 2016[33]
- Melhor jogador do Campeonato Paraibano: 2016[33]

### Artilharias
- Copa do Nordeste de 2016 (9 gols)
- Campeonato Paraibano de 2016 (9 gols)
- Campeonato Paranaense 2019 (7 gols)